# Yatagan (Turks zwaard)

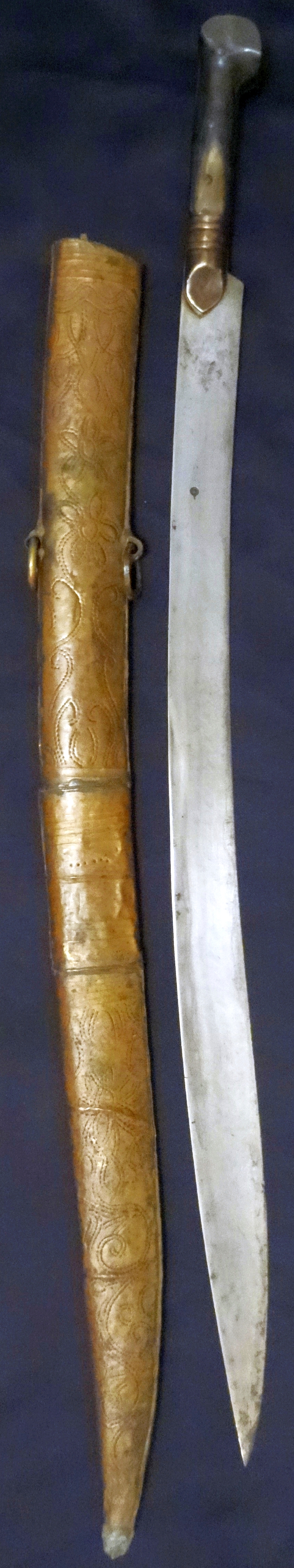
Een yatagan

Een yatagan of  jatagan, ook bekend als het Turkse zwaard, is een zwaard van Ottomaanse origine. Het zwaard is vernoemd naar de stad van herkomst, in het zuidwesten van Turkije, dat op haar beurt vernoemd is naar haar stichter. Het werd onder andere gebruikt door de janitsaren, in de periode van midden 16e tot laat 19e eeuw.
De yatagan is een enkelzijdig snijdend, eenhandig zwaard. De kling heeft een lengte van 60 tot 80 cm en is voorwaarts gekromd (zoals de Iberiaanse falcata, of de Griekse kopis), soms met nog een inverse kromming aan de punt.
Zoals alle kwalitatieve enkelzijdige zwaarden, is de rug van de kling gesmeed van zacht, veerkrachtig staal, terwijl de scherpe snijkant van hard, duurzaam staal is gemaakt.
De greep is typisch gemaakt van been, ivoor of zilver. Hij heeft geen pareerstang, en achteraan spreidt hij zijwaarts uit in 2 'vleugels' (aan de 'knop' van het zwaard).
Veel tentoongestelde yatagans hebben gesofisticeerd kunstwerk op greep en/of kling, wat aangeeft dat deze zwaarden een aanzienlijke symbolische waarde hadden.